# イオンモール堺鉄砲町
イオンモール堺鉄砲町（イオンモールさかいてっぽうちょう）は、大阪府堺市堺区に立地するイオンモール運営のモール型ショッピングセンター。

## 概要
ダイセル堺工場跡に開業したイオンモールの大型ショッピングモールで、堺市では2店舗目のイオンモールである。設計・施工は竹中工務店で、竣工は2016年2月。翌年に第37回大阪都市景観建築賞奨励賞を受賞。

## 主なテナント
出店テナント全店の一覧・詳細情報は公式サイト「ショップガイド」を、営業時間およびATMを設置する金融機関の詳細は公式サイト「営業時間のご案内」を参照。
- イオンスタイル堺鉄砲町
- コジマ×ビックカメラ
- H&M
- ユニクロ
- GU
- ライトオン
- ムラサキスポーツ
- ABCマート
- 大垣書店
- キデイランド
- トイザらス／ベビーザらス
- ソユーゲームフィールド
- ココカラファイン
- セリア
- モーリーファンタジー
- PETEMO
- イオンバイク

### 過去のテナント
- スポーツオーソリティ
- R.O.U.
- コムサイズム
- WEGO
- ASBee
- 天牛堺書店

## アクセス
- 七道駅
- 南海バス堺東住之江線61系統 イオンモール堺鉄砲町停留所

詳細は公式サイト「アクセス」を参照。